# پل نوگه
پل نوگه (انگلیسی: Paul Nougé؛ ۱۳ فوریهٔ ۱۸۹۵ – ۶ نوامبر ۱۹۶۷) فیلسوف، شاعر، عکاس و نویسنده فراواقع‌گرایی اهل بلژیک بود.